# Бондаренко, Михаил Иванович
Михаил Иванович Бондаренко (10 декабря 1901, село Погромец, Воронежская губерния — 22 октября 1943, село Ходоров, Киевская область) — красноармеец Рабоче-крестьянской Красной Армии, участник Великой Отечественной войны, Герой Советского Союза (1943).

## Биография
Михаил Бондаренко родился 10 декабря 1901 года в селе Погромец (ныне — Волоконовский район Белгородской области) в крестьянской семье. Получил начальное образование, работал в колхозе. В феврале 1942 года был призван на службу в Рабоче-крестьянскую Красную Армию. С февраля 1943 года — на фронтах Великой Отечественной войны, участвовал в Курской битве, освобождении Белгорода и левобережной Украины. К сентябрю 1943 года красноармеец Михаил Бондаренко был орудийным номером 981-го зенитно-артиллерийского полка 9-й зенитно-артиллерийской дивизии 40-й армии 1-го Украинского фронта. Отличился во время битвы за Днепр.
28 сентября 1943 года 4-я батарея 981-го зенитно-артиллерийского полка под командованием лейтенанта Константина Аксёнова получила приказ форсировать Днепр. В составе этой батареи было и орудие младшего сержанта Александра Асманова, в расчёт которого входил Бондаренко. В ночь с 28 на 29 сентября, несмотря на массированный вражеский огонь, расчёт первым в батарее переправился на западный берег реки в районе деревни Зарубенцы. В тот же день немецкими войсками при поддержке авиации была предпринята контратака. Расчёт Асманова в бою сбил один самолёт. 12 октября началось наступление с целью расширения плацдарма. 21 октября батарея Аксёнова передислоцировалась на окраину села Ходоров Мироновского района Киевской области. На рассвете 22 октября позиции советских войск были атакованы бомбардировщиками и артиллерией. Несмотря на массированный огонь, расчёты зенитных орудий продолжали вести огонь по самолётам. Расчёт Асманова сбил ещё один самолёт, доведя свой боевой счёт до пяти самолётов. Одна из сброшенных самолётами бомб попала прямо в окоп, где находился расчёт Асманова, погибший при взрыве в полном составе. Бондаренко со своими боевыми товарищами был похоронен в селе Ходоров.
Указом Президиума Верховного Совета СССР от 24 декабря 1943 года за «мужество и отвагу, проявленную в боях на правом берегу Днепра» красноармеец Михаил Бондаренко, как и все остальные члены орудийного расчета Асманова, посмертно был удостоен высокого звания Героя Советского Союза. Также был награждён орденом Ленина и медалями «За отвагу» и «За боевые заслуги».